# أرتور سموليانينوف
أرتور سموليانينوف (مواليد 27 أكتوبر 1983) هو ممثل روسي، أشتهر لدوره في فيلم الفصيلة التاسعة.

## روابط خارجية
- أرتور سموليانينوف على موقع IMDb (الإنجليزية)
- أرتور سموليانينوف على موقع ألو سيني (الفرنسية)
- أرتور سموليانينوف على موقع أول موفي (الإنجليزية)
- أرتور سموليانينوف على موقع قاعدة بيانات الفيلم (الإنجليزية)
- أرتور سموليانينوف على موقع كينوبويسك (الروسية)